# Julie starší
Iulia, známá jako Julie starší či latinsky Iulia maior (konec 39 př. n. l. – druhá polovina 14 n. l. Rhegium), byla dcera císaře Augusta a jeho druhé manželky Scribonie. Narodila se v týž den, kdy se její otec rozvedl s matkou, aby si mohl vzít Livii Drusillu. Spolu se svými dětmi hrála významnou roli v římské politice, neboť Augustus už další potomky neměl.

## Život
V době dceřina narození ještě otec neobdržel titul Augustus a byl znám pod jménem Octavianus, popř. Caesar. Julie, kterou brzy odebrali matce, žila se svou nevlastní matkou Livií a začala se vzdělávat jako aristokratická římská dívka. Výchova byla zřejmě přísná a staromódní. Kromě studií se podle Suetonia učila příst a tkát. Její společenský život byl pod přísnou kontrolou, mohla se stýkat a bavit pouze s lidmi prověřenými otcem. Octavianus měl svou dceru velmi rád a dal jí k dispozici nejlepší učitele.
V roce 37 př. n. l. Octavianovi přátelé Gaius Maecenas a Marcus Vipsanius Agrippa dohodli s Octavianovým velkým rivalem, Markem Antoniem, že si jeho desetiletý syn Marcus Antonius Antyllus vezme za ženu dvouletou Julii. Sňatek nikdy nebyl uzavřen v důsledku vypuknutí občanské války. Octavianus a Agrippa porazili Antonia a jeho milenku Kleopatru roku 31 př. n. l. v bitvě u Actia a Octavianus Augustus se stal jediným vládce římské říše.

### První manželství
Po ztroskotání námluv s Antyllem byl Julii vybrán za manžela její bratranec Marcus Claudius Marcellus, jehož si Augustus zvolil za dědice. Byl zhruba o tři roky starší a také on měl za sebou jedno politické zasnoubení – s dcerou Sexta Pompeia. Sňatek se konal v Augustově nepřítomnosti roku 25 př. n. l., samotnému obřadu předsedal Agrippa. Marcellus však nečekaně zemřel, když bylo Julii šestnáct, v srpnu roku 23 př. n. l. Neměli spolu žádné děti.

### Druhé manželství
Druhým Juliiným manželem se stal roku 21 př. n. l. Agrippa, Augustův důvěrný přítel. Byl o téměř dvacet pět let starší než ona a jednalo se o typické politické manželství, v němž city nehrály roli. Z tohoto období máme první zprávy o její nevěře – měla prý poměr se Semproniem Gracchem.
Od června 20 př. n. l. až do jara roku 18 př. n. l. působil Agrippa v Galii a Hispánii (kantabrijská válka) a je pravděpodobné, že s ním jela i Julie. V té době porodila syna Gaia a roku 19 př. n. l. dceru Vipsanii Iulii (známou jako Julie mladší). Po Agrippově návratu do Itálie následovalo třetí dítě, syn Lucius. Na podzim roku 17 př. n. l. nebo jaře roku příštího odjeli manželé do východních provincií, kde se jim dostalo četných poct. Na ostrově Kós Augustovu dceru oslavovali jako novou Artemidu. Již bez manžela dorazila Julie přes Lesbos, Mytiléné, Tróju, Priéné, Pergamon a Efesos roku 14 př. n. l. do Athén, kde porodila čtvrté dítě, Agrippinu. Setkala tu znovu s Agrippou a spolu se vrátili roku 13 př. n. l. do Říma.
Když Agrippa roku 12 př. n. l. zemřel, byla Julie opět v jiném stavu (pohrobek Agrippa Postumus se narodil téhož roku). O vzdělání dětí převzal osobně péči Augustus, který již roku 17 př. n. l. adoptoval Gaia a Lucia.

### Třetí manželství

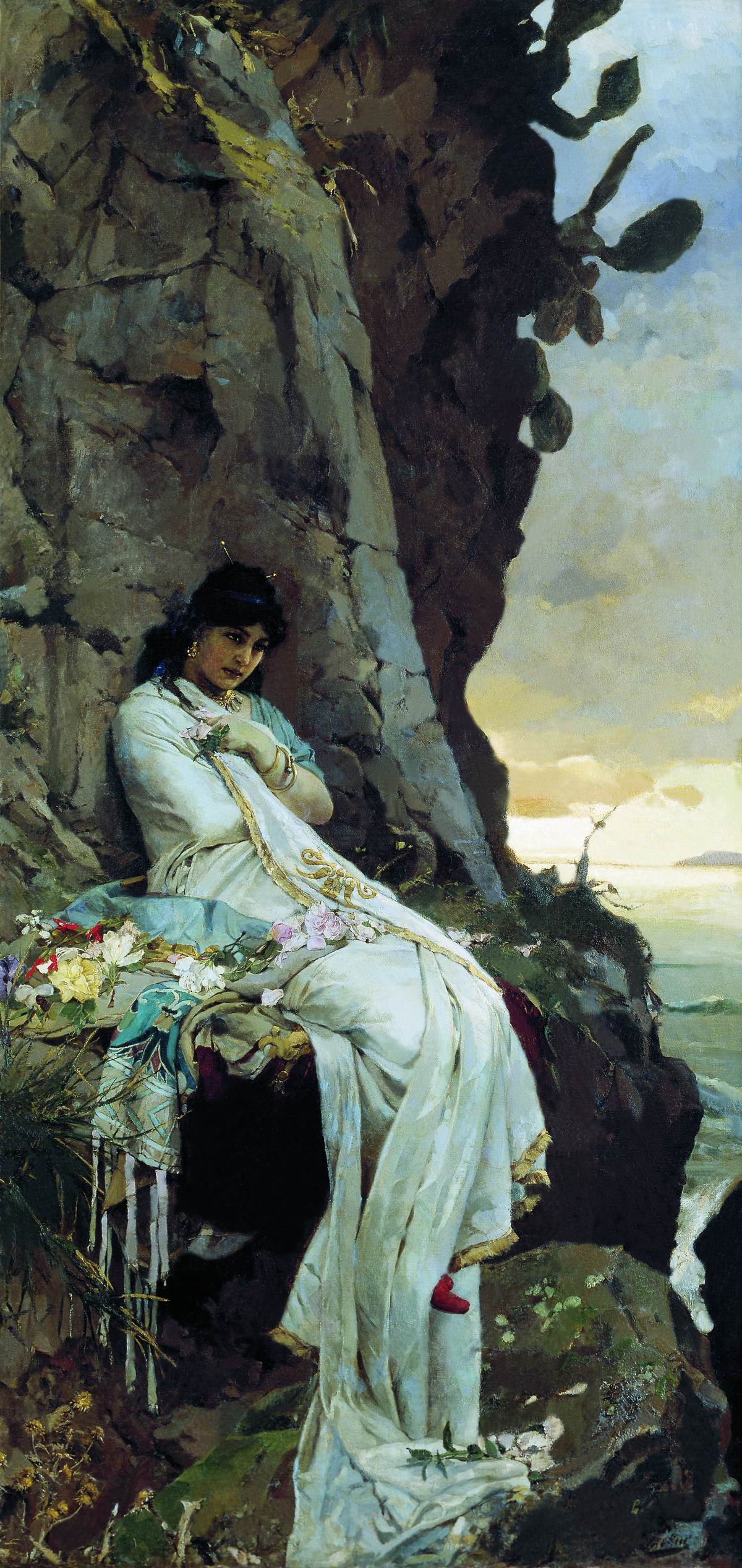
Julie, dcera Augusta, ve vyhnanství ve Ventotene, Pavel Svedomsky, 19. století

Roku 11 př. n. l. byla Julie z politických důvodů provdána za Tiberia, syna Augustovy ženy Livie z prvního manželství. Kvůli sňatku se Tiberius musel rozvést s Vipsanií Agrippinou (dcerou Agrippy z předchozího manželství), kterou vroucně miloval. Svazek s Julií byl nešťastný již od počátku a jediný syn, Tiberillus, zemřel brzy po narození. Roku 6 př. n. l., ne-li dříve, odešel Tiberius na Rhodos a dvojice se rozešla.

### Exil a smrt
Julie začala střídat milence z urozených kruhů (vedle Sempronia Graccha k nim patřili Iullus Antonius, Quinctius Crispinus, Claudius Pulcher a Cornelius Scipio) a pravděpodobně spřádala plány, jak odstranit Tiberia. Počáteční Augustova shovívavost skončila koncem roku 2 př. n. l., kdy pohár přetekl – císař poslal dceři list, v němž bylo manželství s Tiberiem prohlášeno za neplatné, a rozhodl se poslat ji do vyhnanství na ostrov Pandateria. Měla tam žít zcela bez mužů, a dokonce ji bylo zakázáno pít víno. Ostrov sám měl méně než 1,75 km². Byly jí zakázány jakékoli návštěvy. Scribonia, její biologická matka, ji do vyhnanství doprovázela. Augustus po zbytek života zřídkakdy vyslovil dceřino jméno a byl vůči ní silně zahořklý.
Na pevninu se směla se vrátit roku 3 n. l. a dostala i roční rentu, ale otec jí nikdy neodpustil a nařídil jí, aby zůstala v Rhegiu. Dal výslovně pokyn, že nesmí být pohřbena v Augustově mauzoleu. Oba její starší synové mezi lety 2 a 4 n. l. rychle za sebou zemřeli. Ona sama zemřela na podvýživu nějaký čas po Augustovi. Okolnosti její smrti jsou nejasné, jedna verze říká, že ji Tiberius nenáviděl a dal ji vyhladovět k smrti. Podle jiné verze podlehla zoufalství po zavraždění svého posledního žijícího syna Agrippy Postuma.